# Aggházy Károly
Aggházy Károly Vince (Pest, 1855. október 30. – Budapest, 1918. október 8.) magyar zeneszerző, zongoraművész, zenepedagógus, a magyar zenetörténet jelentős alakja. Munkássága a magyar zene két nagy korszakát kötötte össze: Liszt Ferenc és Bartók Béla korát. Zenéjét a nyugatias iskolázottság és a magyar hagyományok átmentésére irányuló törekvés jellemezte. Közönsége és kiadói nagyra értékelték műveit, így azok nagy része nyomtatásban fennmaradt.
Aggházy 1878 őszén Liszt Ferenc ajánlólevelével érkezett Párizsba. Itt találkozott a nála három évvel fiatalabb Hubay Jenővel, akivel 1875 augusztusában már léptek fel együtt egy szegedi ünnepi koncerten. Hubay ekkor a nagynevű, kiváló hegedűművész Vieuxtemps tanítványa volt. Mind a közönség, mind a kritikusok elismeréssel nyilatkoztak a két fiatal magyar művészetéről, a lapokban kedvező kritikák jelentek meg róluk. Bemutatkozó hangversenyük után úgy összebarátkoztak, hogy szinte elválaszthatatlanná váltak.
1880-ban meghívást kaptak Londonba, ahol a Saint James’s Hallban megrendezett nagyszabású hangversenyen rajtuk kívül fellépett Marcelle Sembrich és Albani Mária, illetve Sarah Bernhardt is. Az Aggházy–Hubay-páros népdalparafrázisokat játszott Hungarian National Melodies címmel. Hatalmas sikert arattak.
Aggházy Károly lírikus alkat volt. Legértékesebbek azok a magyaros művei, amelyekben Liszt és Mosonyi irányát követve népies dalelemeket oldott nyugat-európai formákká.
Fivére Aggházy Gyula festőművész. Hat gyermeke volt. Ezek közül az ismertebbek Aggházy Kamil és Aggházy Melinda.

## Életpályája

### A kezdeti évek

#### Tanulóévei

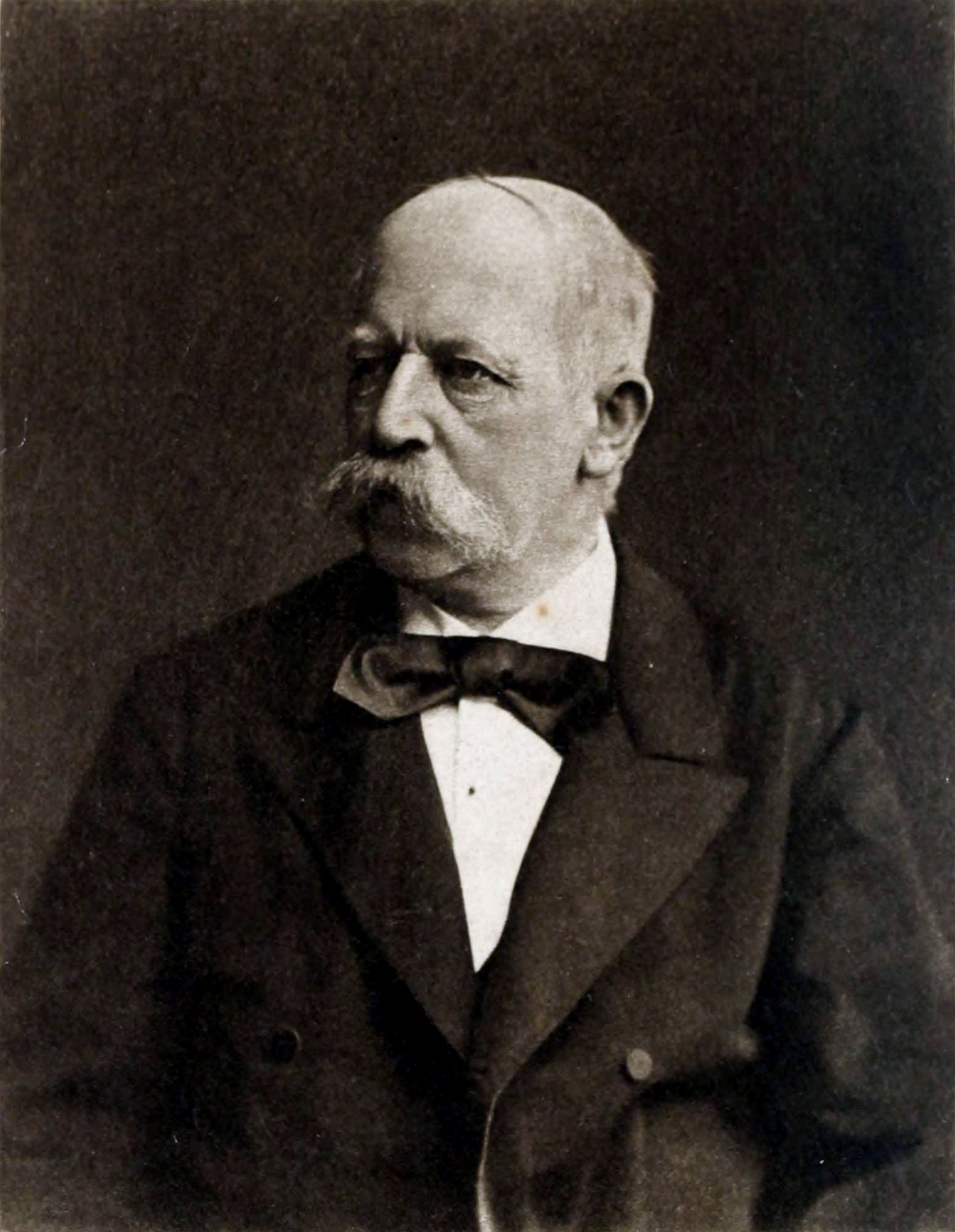
Volkmann Róbert

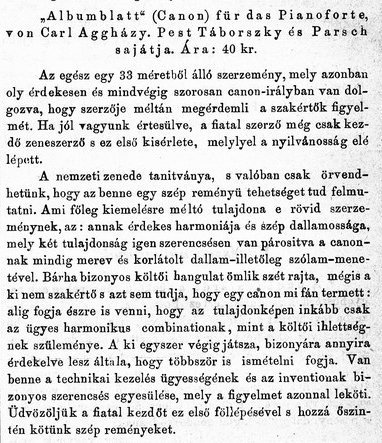
A Canon (Albumblatt) méltatása

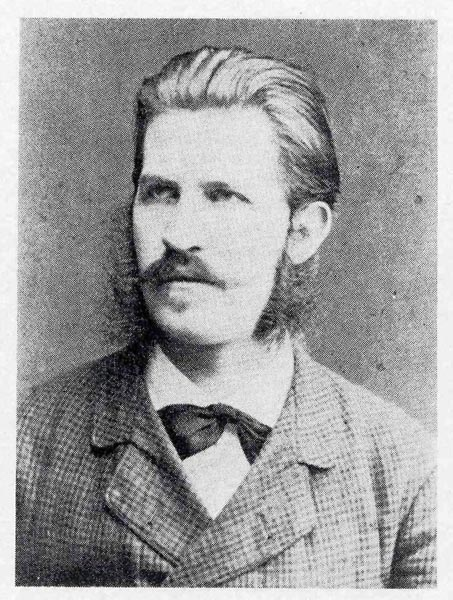
Ábrányi Kornél

Gyermekkorától zongoraművésznek és zeneszerzőnek készült. Nyolcéves korában Bartalus István kezdte tanítani, majd három évig, 1867-től 1870-ig a Nemzeti Zenede diákjaként Erney József, utóbb Zapf Antal zongoranövendéke volt, Feigler Gézától összhangzattant tanult. 1870. augusztus 11-én Liszt Ferenc Szekszárdon több művét meghallgatta, és kedvező véleménye nyomán Aggházy a bécsi konzervatóriumba iratkozott be. Itt, 1870–1873 között Josef Dachs volt a zongoratanára, Anton Brucknertől Felix Otto Dessofftól tanult zeneszerzést. Alig múlt 15 éves, amikor a Táborszky és Parsch kiadja Canon (Albumblatt) című kompozícióját, amit a pesti Zenészeti Lapok kritikusa a lap 1871. május 21. számában részletes elemzésre és méltatásra érdemesít.
A konzervatóriumban folytatott tanulmányai második évének végén, egyhangú döntéssel aranyéremmel tüntették ki. Az 1873/74-as tanévre állami ösztöndíjat kapott. 1875-ben hazatért Budapestre, és felvételt nyert a Zeneakadémiára, ahol a „legmagasabb zongora kiművelési” osztályokban Liszttől zongorát, Volkmann Róberttől zeneszerzést, Ábrányi Kornéltól zenetörténetet tanult. Az 1876/77-es tanévre Liszt javaslatára elnyerte a „Budapest Szabad Királyi Város” közgyűlése által alapított Liszt-ösztöndíjat.
1878. június 30-án a Nemzeti Színház zenekara Erkel Sándor vezényletével bemutatta Aggházy Andante és Scherzo című művét (Op. 1). Ugyanebben az évben Liszt ajánlására ismét ösztöndíjat kapott Párizsba. Kedves és nagyra becsült tanítványa volt Lisztnek, aki sokszor átsegítette pályája nehézségein. Hogy mennyire szívén viselte Aggházy sorsát, azt az is mutatja, hogy Rómából 1878. szeptember 13-án Trefort Ágoston kultuszminisztertől Aggházy számára ajánlóleveleket kért párizsi notabilitásokhoz. Egyben jelezte, hogy maga is írni fog Madame Érard-nak, Sébastien Érard feleségének és hűséges öreg barátjának, Gaetano Belloninak.

#### Párizsi évek

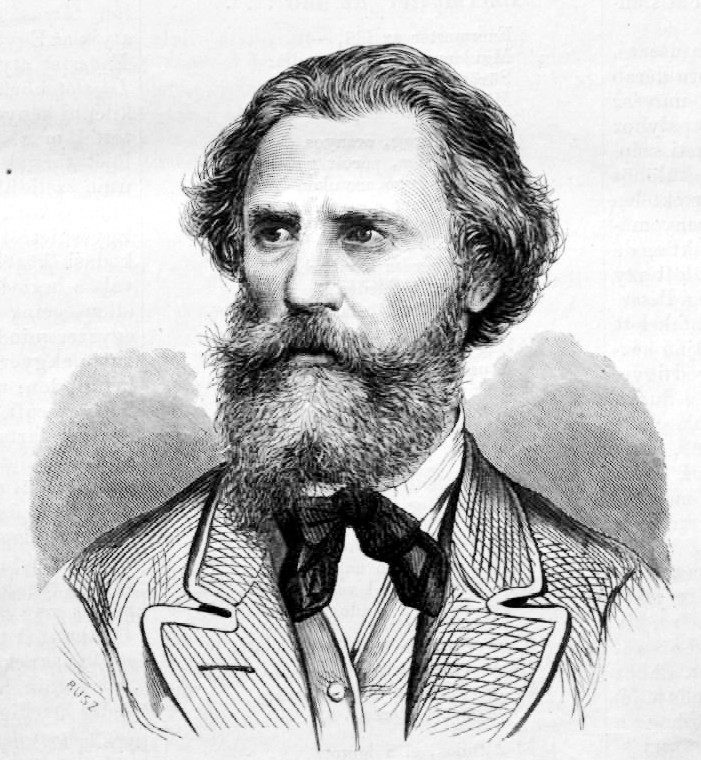
Zichy Mihály, 1872-ben

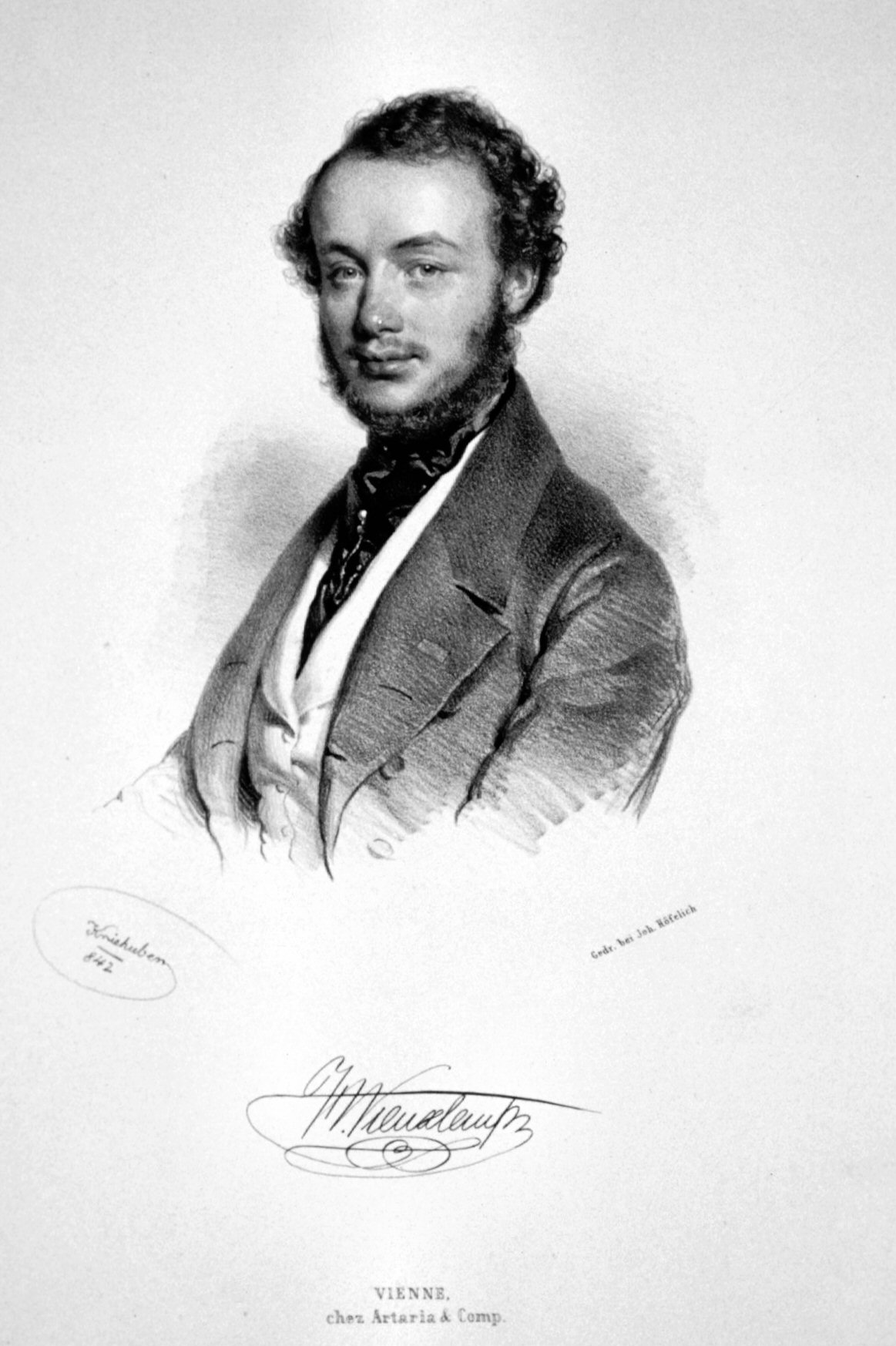
Henri Vieuxtemps

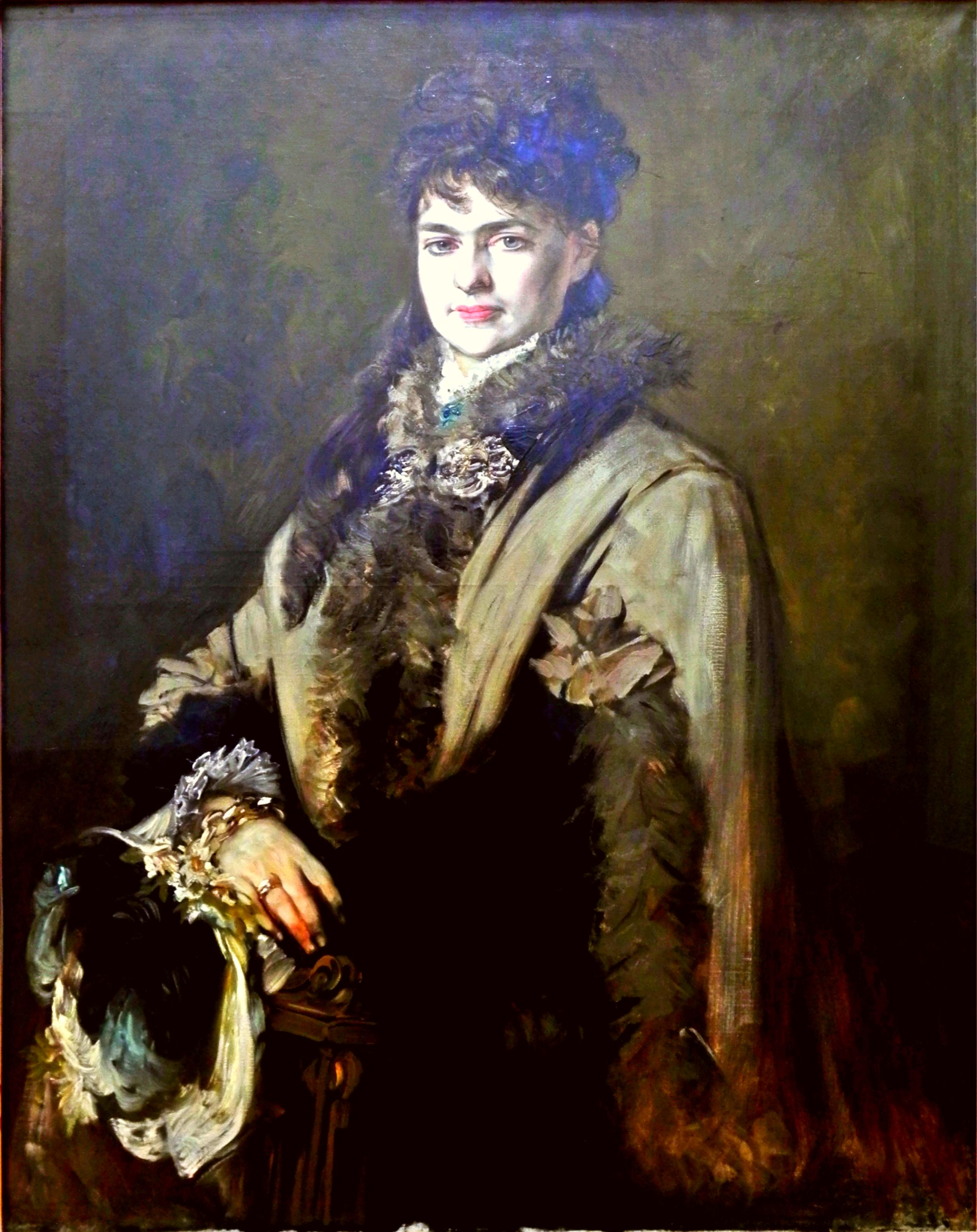
Cécile Papier alias Cécile von Munkácsy (Hans Makart festménye)

Aggházy 1878 őszén Liszt Ferenc ajánlólevelével megérkezett Párizsba. Itt találkozott a nála három évvel fiatalabb Hubay Jenővel, akivel már 1875 augusztusában együtt léptek fel, és összebarátkoztak egy szegedi ünnepi koncerten. Hubay ekkor már a nagynevű, kiváló hegedűművész Vieuxtemps tanítványa volt, aki azt tanácsolta a két fiatal művésznek, hogy szervezzenek közös hangversenyt az Érard hárfa- és zongorakészítő cég tulajdonosának szalonjában. A koncertre 1879. január 22-ére meghívták összes párizsi ismerősüket, elsősorban a Párizsi Magyar Egylet tagjait, élükön Munkácsyval és Zichy Mihállyal. Az eseményen a párizsi lapok zenekritikusai is megjelentek. Aggházy Liszt- és Chopin-műveket játszott, Philippine Lévy dalokat és operaáriákat énekelt. Hubay és Aggházy a kor divatjának megfelelően Beethoven Kreutzer-szonátájának II. és III. tételét adta elő, továbbá Vieuxtemps Ballade et Polonaise-ét, valamint Huber Károly Magyar fantáziáját és Rákóczi-induló parafrázisát. Mind a közönség, mind a kritikusok elismeréssel nyilatkoztak a két fiatal magyarról, a lapokban kedvező kritikák jelentek meg róluk. Mindenhová együtt hívták meg őket, és annyira divatba jöttek, hogy volt este, amikor két három „soirée”-n is felléptek az úri szalonokban.
Meghívást kaptak a pályája delelőjén lévő Munkácsy Mihályhoz is, aki ekkor nagy házat vitt az Avenue de Villiers-ön lévő palotájában. Munkácsy felesége kitűnően zongorázott. Mindketten szívükbe zárták a két fiatal magyar zenészt, és meghívták őket a péntekenként tartott összejöveteleikre, amelyeken „egész Párizst” vendégül látták.
1879 márciusában iszonyú csapás érte Magyarországot: a szegedi árvíz. A monarchia párizsi nagykövete a párizsi Nagyoperában – páratlanul fényűző külsőségek között – két zenei matinét rendezett az árvízkárosultak javára, amelyeket Hubay és Aggházy nyitottak meg. Ezt követően – saját kezdeményezésükre – 1879. április 20-án újabb koncertet adtak, amelynek bevételét szintén az árvízkárosultak javára ajánlották fel.

#### Hazai hangversenyek
A fárasztó első év elteltével Aggházy és Hubay úgy döntöttek, hogy május végén, néhány hónapra hazajönnek pihenni. Megérkezésük után sem volt azonban nyugalmuk. A pesti sajtó ugyanis híven beszámolt párizsi hangversenyeikről, és a két művész sorra kapta a vidéki meghívásokat. Így hathetes pihenő után csaknem öt hónapos hangversenysorozat következett. A Hubay–Aggházy kettős két ízben hangversenyezett Székesfehérváron, Csurgón, Szolnokon és Szekszárdon, egy-egy koncert színhelye volt Apatin, Szentes, Pécs, Karcag, Balassagyarmat, Vác, Eger, Miskolc, Ungvár, Marosvásárhely, Kolozsvár, Székelyudvarhely, Lugos, Temesvár, Zombor, Arad, Nagyvárad, Jászberény és jó néhány más kisebb-nagyobb város. A két fiatal művész augusztusban félbeszakította nagy sikerű hangversenysorozatát, hogy részt vehessen a fővárosban, a Margit-szigeten rendezett Arrogante-ünnepségen. Ennek jövedelmével az akkoriban felrobbant Arrogante francia csatahajó legénységének hozzátartozóit kívánták segélyezni, hogy viszonozzák a párizsi jótékonysági hangversenyt. Párizsból öttagú francia küldöttség és jó néhány ott élő magyar érkezett az ünnepségre, köztük Munkácsy Mihály és a francia művészi és politikai élet sok kiváló képviselője, így Charles Gounod, Léo Delibes, Jules Massenet és Camille Saint-Saëns. Az Arrogante-ünnep után folytatódott Hubay és Aggházy hazai hangversenykörútja, elsősorban Erdély városaiban (Kolozsvár, Marosvásárhely).

#### Újra Párizsban
A hosszas hazai koncertkörút után a két művész visszatért Párizsba, ahol már szilveszter este részt vettek a Magyar Egyesületnek a Palais Royal egyik termében, a Doux-szalonban rendezett hangversenyén. Az Aggházy–Hubay kettős 1880. január 29-én rendezte harmadik önálló párizsi hangversenyét, és folytatták a zenélést a főúri szalonokban. Sokat muzsikáltak Charles-Marie Widor, Édouard Lalo és Godard házában, sűrűn találkoztak Charles Gounod-val, Gabriel Fauréval, André Messager-vel (a Nagyopera későbbi igazgatójával) és Camille Saint-Saënsszal. Többször felléptek a Société nationale de musique-ben, ahol a francia komponisták először mutatták be műveiket. A monarchia párizsi követsége május elsején fogadást rendezett, amelynek fénypontja ezúttal is Aggházy és Hubay együttes fellépése volt.
A két művész 1880. április 13-án nagy visszhangot keltő zenekari hangversenyt adott a Salle Pleyel teremben, Édouard Colonne vezényletével. A zenekar első számként Aggházy Andante és Scherzo című kompozícióját adta elő, majd Goldmark hegedűversenye következett. A műsor további részében Aggházy Liszt Esz-dúr zongoraversenyét, Hubay a Carmen-fantáziát adta elő. A műsort a két művész Fantaisie Tziganesque című, hegedű-zongora kettőse zárta.
Másik közös művük kísérőzene volt Almási (Balogh) Tihamér Borzáné Marcsája című népszínművéhez, amit a budapesti Népszínház 1880. május 8-án mutatott be.

#### London és Brüsszel

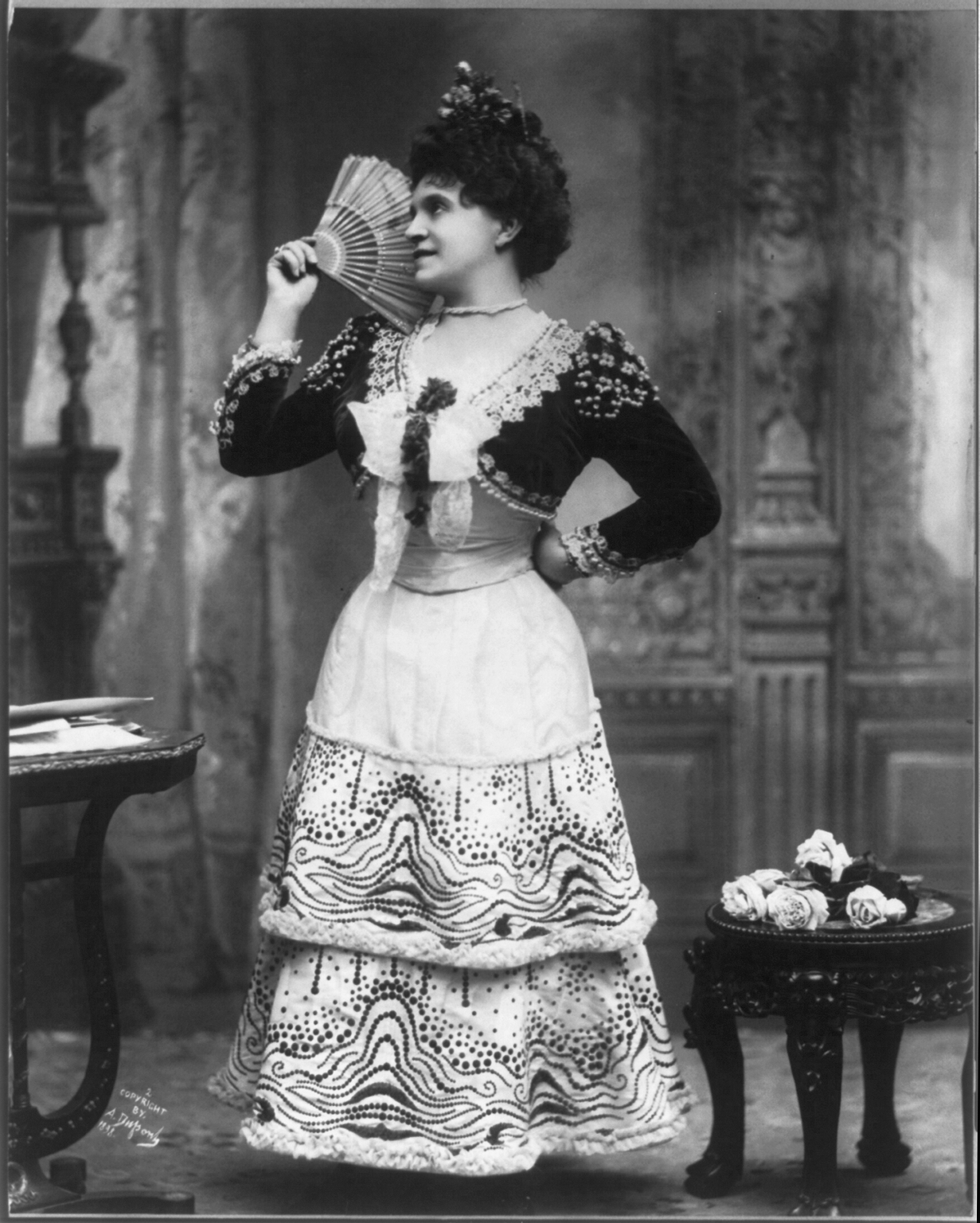
Marcelle Sembrich

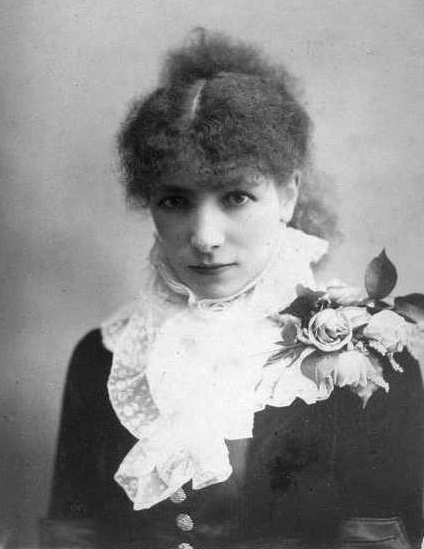
Sarah Bernhardt 1890-ben

A két muzsikus 1880-ban meghívást kapott Londonba, ahol a Saint James’s Hallban megrendezett nagyszabású hangversenyen rajtuk kívül fellépett Marcelle Sembrich és Albani Mária, illetve Sarah Bernhardt is. Az Aggházy–Hubay-páros népdalparafrázisokat játszott Hungarian National Melodies címmel. Fellépésüknek hatalmas sikere volt. Ennek köszönhetően a következő hetekben számos más koncerten is felléptek. Akkoriban London kedvencei közé tartozott a The swedish vocal sextett néven skandináv népdalokat és műdalokat éneklő hat uppsalai diák, akik az ifjú magyar muzsikusok rohamosan növekvő népszerűségének láttán felajánlották, hogy rendezzenek közös hangversenyeket. Ez öt alkalommal meg is valósult. A két művész londoni élményei közé tartozott az angol uralkodóházzal rokoni kapcsolatban álló Lord Paget palotájában rendezett zártkörű hangverseny, az angol trónörökös pár – a későbbi VII. Edward és felesége – és a velük rokonságban lévő görög királyi pár tiszteletére. A hangversenyt ünnepi vacsora előzte meg, s a műsoron a két magyar muzsikus mellett mindössze egy énekes szerepelt, a Covent Garden első tenorja. Nyitó számuk Goldmark Károly Suite-je volt, amely a rákövetkező szólószámokhoz hasonlóan nagy sikert aratott. A koncert vége felé felcsendülő magyar műveket a walesi herceg különösen nagy érdeklődéssel hallgatta, s a művészeknek további magyar darabokkal kellett megtoldani műsorukat.
Legközelebbi úti céljuk Brüsszel volt: a Művészeti és Kereskedelmi Kiállítás igazgatósága hét délutáni hangversenyre szerződtette őket. Az augusztus 18–24. között megrendezett koncerteken többek között egy magyar és egy francia műsort mutattak be, s külön programokat állítottak össze Liszt- és Vieuxtemps-művekből.

#### Visszatérés Párizsba

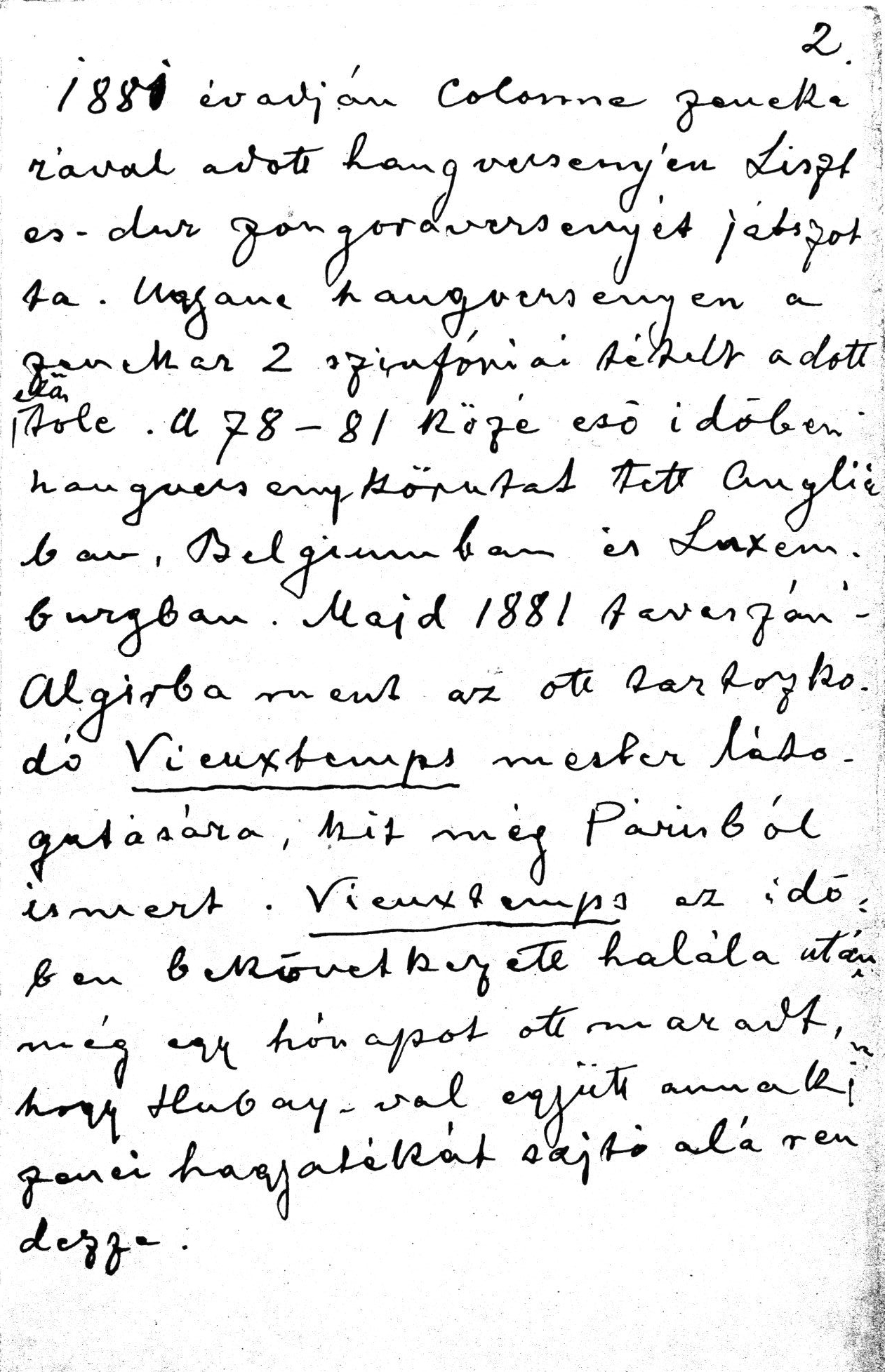
Önéletrajz

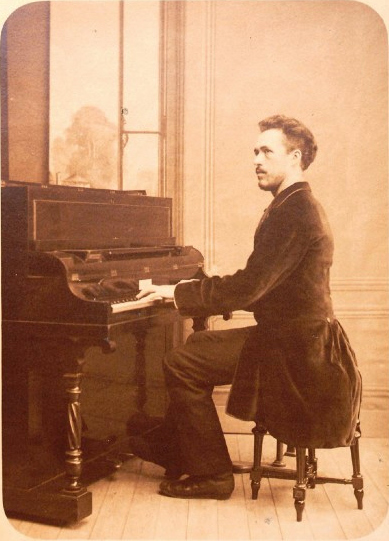
Benjamin Louis Paul Godard

Brüsszelből Munkácsyék luxemburgi kastélyába utaztak, a nagy magyar festő otthonában csaknem két hónapos zavartalan pihenő következett.
Párizsban megismerkedtek Hegyesi Vilmos magyar gordonkaművésszel, aki korábban a Firenzei Vonósnégyes tagja volt, majd a kölni konzervatórium tanára lett. A három muzsikus triót alakított, amely februártól áprilisig kilenc kamaraestet rendezett. Sok francia zeneköltő műve adták elő: Lalo, Franck, Godard és mások zongorahármasait. A párizsi sajtó dicsérően emlékezett meg a társaság művészi jelentőségéről.
Vieuxtemps gyógykezelése végett Algériába utazott. Hubay és Aggházy is odautaztak, hogy mesterüket meglátogassák. Algírban számos magánhangversenyt adtak, első nyilvános koncertjükön Vieuxtemps is jelen volt. Az idős zeneszerző nem sokkal ezután meghalt. A család kérésére egy ideig mindketten Algírban maradtak, hogy rendezzék Vieuxtemps zenei hagyatékát.

### Hazatérés Magyarországra

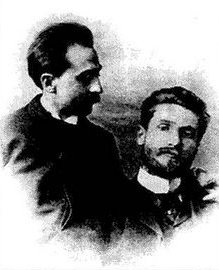
Aggházy Károly Justh Zsigmonddal 1890 körül

Algírból 1881 nyarán Aggházy hazatért Budapestre, Hubay pedig Dunaharasztiba, ahol édesapjának nyaralója volt. Hubay ősszel visszatért Párizsba, ezúttal Aggházy nélkül, aki menyasszonyával itthon maradt, megnősült, és ősztől a Nemzeti Zenede tanára lett. 1882-től Erney Józseffel a Harmónia című hetilapot szerkesztette. 1882. május 14-én a Népszínház bemutatta Csiky Gergely Szép leányok című művét Aggházy kísérőzenéjével.

### Berlini évek
Aggházy 1883-ban kénytelen volt zenedei állásáról lemondani, mert mint családos ember, az örökös anyagi gondokkal küszködő Zenede által nyújtott alacsony tanári fizetéséből nem tudta családját eltartani. Végül is maga Liszt Ferenc gondoskodott arról, hogy 1883-ban, még év közben a Julius Stern és társai által 1850-ben alapított berlini Städtisches Konservatorium für Musik hétszerte nagyobb fizetéssel alkalmazza zongoratanárnak. Itt töltött három év után a Theodor Kullak által 1855-ben alapított Neue Akademie der Tonkunst zongoraosztályának vezetője lett. Tanári munkája mellett Németország-szerte élénk koncertező tevékenységet folytatott.
Közben, 1885-ben megjelentek a Magyar Zeneköltők Kiállítási Albumában Vigasztaló és Hősi alagya (elégia) című zongorára írt művei.

### Pályája Magyarországon

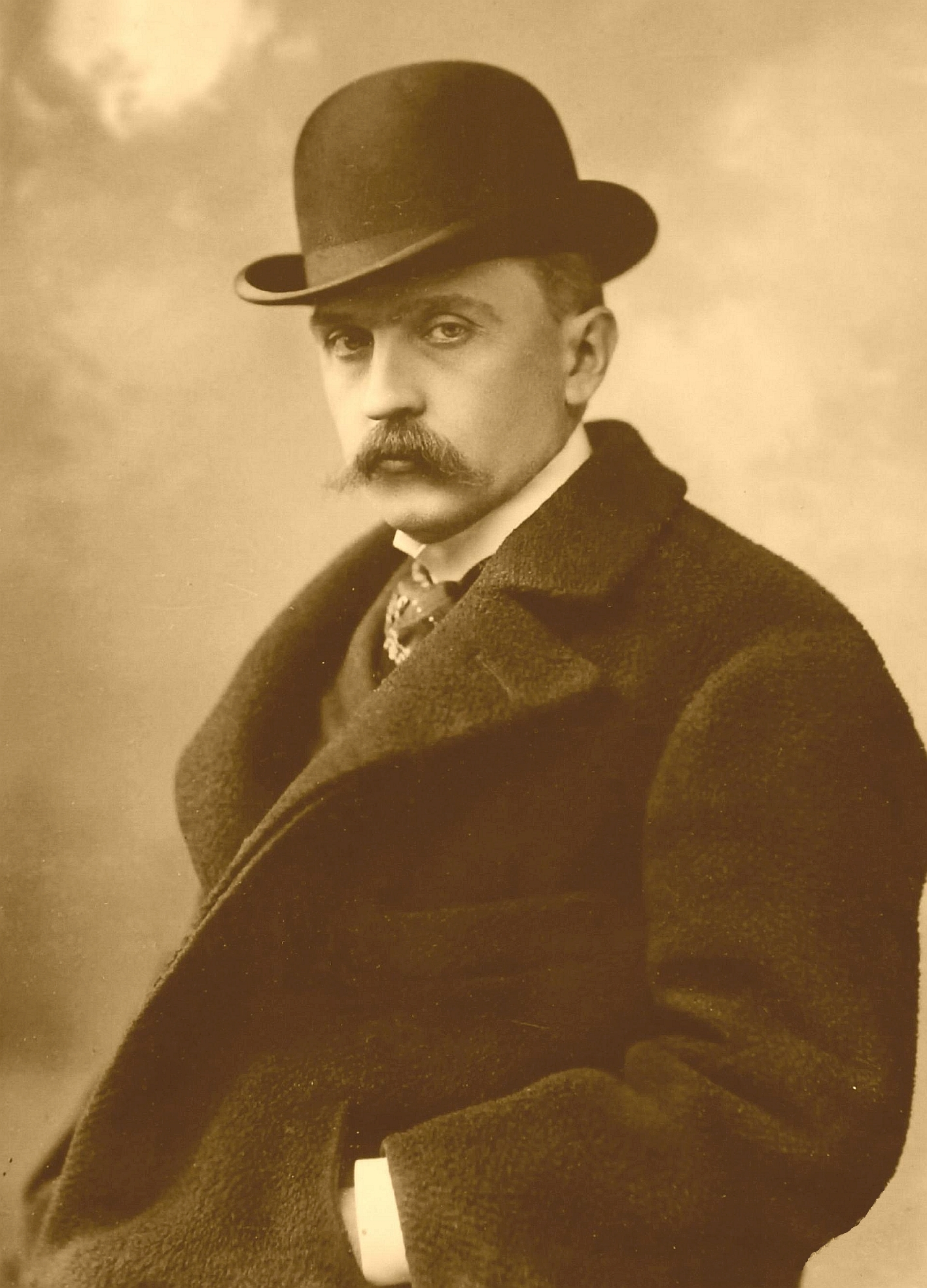
Aggházy Károly 1901-ben

1888-ban Cincinnatiba hívták, de azt elutasította, minthogy Trefort Ágoston kultuszminiszter tanári állást kínált neki a budapesti Zeneakadémián. Mire azonban Aggházy 1889-ben haza tudott jönni, Trefort meghalt, Aggházy zeneakadémiai kinevezése elmaradt, és ezért ismét a Nemzeti Zenedében és a Zenekedvelők Egyesülete iskolájában vállalt zongoratanári állást. Amikor később felajánlották neki a Zeneakadémiai állást, azt sértett önérzettel visszautasította. Ezután zenedei állását haláláig megtartotta, és mint szigorú, de kiváló pedagógus országos hírnévre tett szert.
1891-ben meghallgatta a Nagyszőlősről jött 10 éves Bartók Béla zongorajátékát. Felfigyelve a kisfiú rendkívüli tehetségére, felajánlotta, hogy felveszi a Nemzeti Zenedébe tanítványának, de édesanyja fontosabbnak tartotta, hogy előbb iskolai tanulmányait abszolválja.

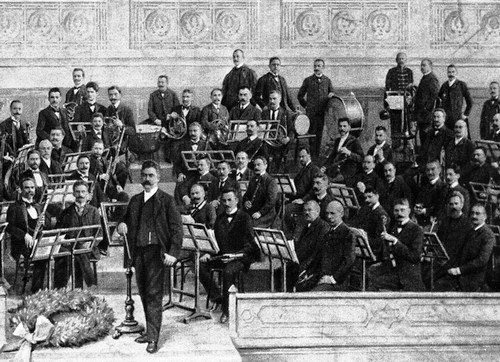
A Budapesti Filharmóniai Társaság zenekara. Karmester Kerner István

Az 1891/92-es évadban korrepetitori állást is vállalt az Operaházban. A Nemzeti Zenedében, 1898-ban a zongora tanszak mellé átvette Hubaytól a kamarazene tanszék vezetését. 1902-től ő oktatta az összhangzattant is. 1895-ben komponálta Maritta, a korsós madonna című operáját, melyet 1897. október 14-én Kerner István mutatott be az Operaházban. Második, Ravennai nász című egyfelvonásos operáját 1908-ban komponálta. 1902–1903-ban svájci koncertturnén vett részt Studer Oszkár (hegedű) és Ferdinand Becker (gordonka) társaságában.
Rákóczi hamvai hazahozatalának felvetődése 1905-ben több „kuruc” hangulatú mű írására ihlette (Gyászinduló, Gyászhangok stb.). A Gyászhangok II. Rákóczi Ferenc emlékére először a Kerner István által vezetett Filharmóniai Társaság 1905. március 15-i hangversenyén hangzott el. Rákóczi szimfonikus énekköltemény című művét Sztojanovits Jenő, a budapesti Szent István-bazilika karnagya mutatta be 1907. április 28-án. Aggházy 1913-ban pályázatot nyert Amerikában, a St. Louisi Art Publication Society által kiadott In the forest című zongoraművével. Egyik utolsó – töredékesen – fennmaradt műve 1915-ből egy Győzelmi induló volt.

## Aggházy családja

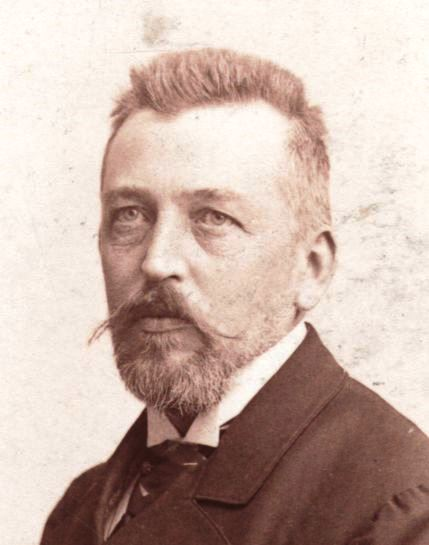
Aggházy Gyula

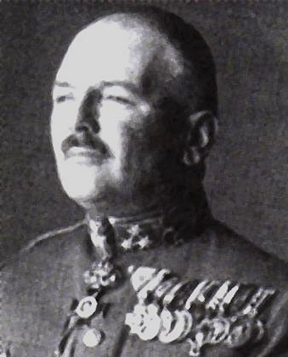
Aggházy Kamil

Apja Aggházy György, édesanyja Boda Katalin, akitől két fiú született: 1850-ben Gyula és 1855-ben Károly.
Aggházy Gyula gyermekkorában a zenéhez és festészethez egyenlő mértékben vonzódott, egy ideig a Nemzeti Színház operai zenekarának hegedűse volt, de végül is 1869 és 1871 között festőnek tanult a bécsi, majd 1871-től a müncheni akadémián. 1874-ben visszatért Szolnokra, ám még ugyanabban az évben Párizsban Munkácsy Mihály tanítványa lett. 1876-ban visszatért Magyarországra, idejét a szolnoki művésztelep és Budapest között osztotta meg. Tanított az Iparművészeti Főiskolán, majd 1897-től a Képzőművészeti Főiskola tanára volt. Zsánerképeit gyakran állították ki a Műcsarnokban, az 1880-as és az 1890-es években igen népszerű volt országszerte. Minthogy képei megmaradtak, a nemzeti emlékezet jobban megőrizte nevét, mint öccse elszálló dallamait. A rákoskeresztúri Új köztemetőben lévő sírja a Nemzeti Sírkert része.

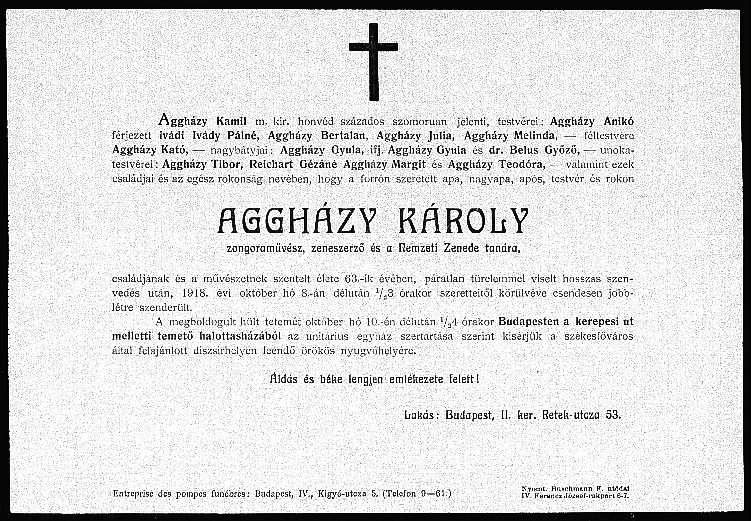
Aggházy Károly gyászjelentése

Aggházy Károly első felesége Farkas Alice volt, akitől öt gyermeke született: Kamil, Anikó (1884), Bertalan (1886), Júlia (1888) és Melinda.
Első fiát, Aggházy Kamil magyar királyi ezredest a Hadtörténeti Múzeum megteremtőjeként és igazgatójaként őrzi a nemzeti emlékezet. A Farkasréti temetőben lévő sírja (36/2-2-1) a Nemzeti Sírkert része.
Leánya, Aggházy Melinda színésznőként, primadonnaként vált ismertté, Pozsonyban, Kolozsvárott és Nagyváradon játszott.
Aggházy Károly az 1890-es évek elején elvált feleségétől és több mint egy évtizeden át egyedül élt. Ezekben az években tanári munkájára koncentrált, és sokat komponált. 1902-ben feleségül vette a nála 16 évvel fiatalabb Reichart Ilona Mariannát, akitől 1906. augusztus 26-án leánya született, Aggházy Katalin. (Akitől aztán a család Herpy-ága eredt.) 
Aggházyt néhány évvel később fiatal felesége elhagyta, a házasságot a Bp. Királyi Törvényszék 39857/1912. sz határozatával felbontották, ettől kezdve haláláig magányosan élt. 1918. október 8-án délután fél háromkor hunyt el Budapesten, két nappal később, október 10-én a székesfőváros által felajánlott díszsírhelyen az unitárius egyház szertartása szerint helyezték leendő örökös nyughelyére a Fiumei úti sírkertben 

## Művei
Nyomtatásban is megjelent műveinek jegyzéke részben az Országos Széchényi Könyvtárban megtalálható saját kéziratos önéletrajzából ismert.

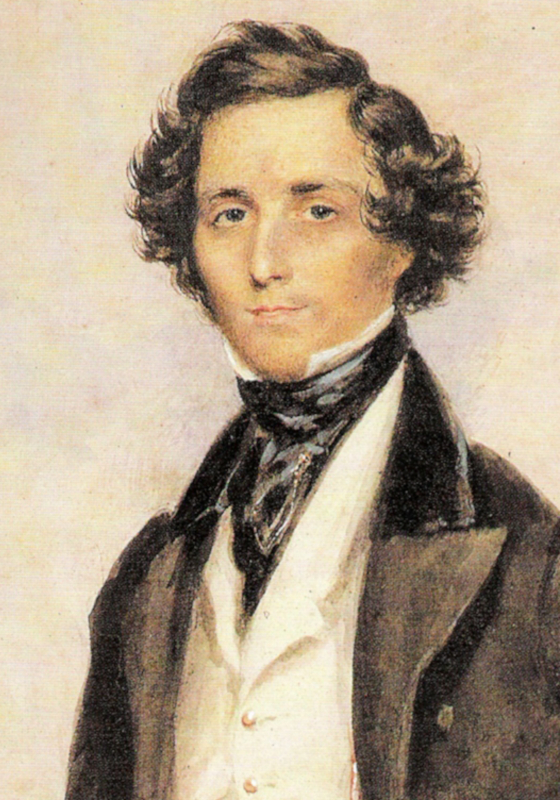
A 30 éves Mendelssohn

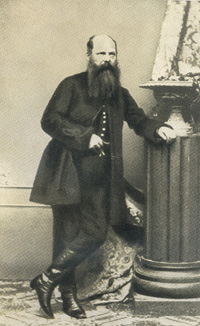
Mosonyi Mihály

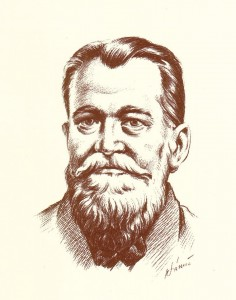
Chován Kálmán

Művei közül az Op. 1-es zenekari Andante és Scherzo Volkmann és Mendelssohn hatásáról vall. Jelentősebb Op. 5-ös magyar dalciklusa, melyben fejlett romantikus technikával dolgozza fel a korabeli népies műdalstílus elemeit. Op. 14-es variációs fantáziája gondolati és technikai téren Liszt hatásáról tanúskodik, akárcsak az Op. 16-os zongoraciklus (Moments caractéristiques). A Suite hongroise (Op. 19) barokk elemeket is felhasználó, sikerült magyar divertimento. A Ländlerstimmungen (Op. 22) finom ízléssel írt hangulatos karakterdarabok sorozata.
Aggházy Károly lírikus alkat volt. Legértékesebbek azok a magyaros művei (10 magyar dal, Op. 5; Suite hongroise, Op. 19; f-moll vonósnégyes, Op. 25; Magyar hangulatok zongorára, Op. 35; Gyászhangok II. Rákóczi Ferenc emlékére, Op. 37; Rákóczi szimfonikus énekköltemény), amelyekben Liszt és Mosonyi irányát követve népies dalelemeket oldott nyugat-európai formákká.
Említett művein kívül számos zongora- és kamarazenei művet, dalt és kórusművet írt. Megjelentek továbbá Mozart- és Wilhelm Friedemann Bach-átiratai és bevezető tanulmányok Johann Sebastian Bach háromszólamú invencióihoz. 1902-ben átírta két zongorára, négy kézre Mozart d-moll és C-dúr zongoraversenyét (K. 466 és 467). Kadenciákat írt a C-dúr, Esz-dúr, A-dúr és c-moll zongoraversenyekhez (K. 467, 482, 488 és 492). E négy kadencia előadásra került az 1891-es budapesti Mozart-ciklus alkalmából.
Számos Mozart-kamaraművet írt át négy kézre, melyeket a bécsi Universal Edition adott ki. Ezek között volt hét zongoratrió (KV 254, 496, 498, 502,542, 548, 564), két zongorakvartett (KV 478, 493) és 15 vonósnégyes (KV 387, 406, 421, 428, 458, 464, 465, 499, 515, 516, 575, 589,590, 593, 614).
Aggházy Károly írásaiból: Mefistofele (Boito operájáról), Auber, Munkácsy otthon, Chován Kálmán E-dúr zongoraszonátájáról, Hangversenyezés vidéken, Maritta, a korsós madonna (szerző a darabjáról), Két levél (prozódiai vita).

## Emlékezete
- Aggházy Károly korának nagyra értékelt, neves komponistája volt. Ennek tudható be, hogy mintegy 170 opusának nagy részét[3] nagynevű magyar, német, angol és francia kiadók adták ki.

A magyarországi zenei életben kiemelkedő fontosságú Rózsavölgyi és Társa cég … Erkel Ferenc, Liszt Ferenc, Aggházy Károly, Bartók Béla, Kodály Zoltán, Dohnányi Ernő, Weiner Leó zeneszerzők mellett több mint ezer komponista műveit ismertették meg a világgal.
- A Nemzeti Emlékhely és Kegyeleti Bizottság 32/2014. számú határozatával úgy döntött, hogy „A” kategóriában a nemzeti sírkertbe sorolja Aggházy Károly zeneszerző, pedagógus, zongoraművész sírját. (Fiumei temető, 40-1-63).[29][30]

## Diszkográfia
- Károly Aggházy: Works for Piano. Sławomir P. Dobrzański, piano. Acte Préalable AP0511, 2021[31]

## Az Aggházy család
| Családfák | Családfák |
| --------- | --------- |
|           |           |